# Faro
Faro ist eine portugiesische Stadt und die Hauptstadt der Subregion Algarve, die zur gleichnamigen Region und zum Distrikt Faro gehört, mit 46 310 Einwohnern (2021) im Stadtgebiet.
Sie ist Sitz des Kreises Faro, mit einer Fläche von 202,57 km2 und 67 650 Einwohnern (2021), die in 4 Gemeinden unterteilt ist. Der Kreis grenzt im Norden und Westen an den Kreis São Brás de Alportel, im Osten an Olhão, im Westen an Loulé und im Süden an den Atlantischen Ozean.

## Gemeinden
Der Kreis ist in vier Gemeinden aufgeteilt:
- Conceição e Estoi
- Faro (Sé e São Pedro)
- Montenegro
- Santa Bárbara de Nexe

## Demografie

### Einwohner
Bei der Volkszählung 2021 verzeichnete der Kreis Faro 67.650 Einwohner, das sind 2.631 Einwohner mehr als bei der Volkszählung 2011, bei dem 65.019 Einwohner registriert wurden. Alle vier Gemeinden verzeichneten ein Bevölkerungswachstum, das durchschnittlich bei +4 % lag.
| Gemeinde              | Einwohner (2021) | Einwohner (2011) | Variation |
| --------------------- | ---------------- | ---------------- | --------- |
| Conceição e Estoi     | 8 332            | 8 176            | +1,9 %    |
| Faro (Sé e São Pedro) | 46 310           | 44 578           | +3,9 %    |
| Montenegro            | 8 614            | 8 149            | +5,7 %    |
| Santa Bárbara de Nexe | 4 394            | 4 116            | +6,8 %    |
| Faro                  | 67 650           | 65 019           | +4,0 %    |

#### Bevölkerungswachstum
| Bevölkerung des Kreises Faro | Bevölkerung des Kreises Faro | Bevölkerung des Kreises Faro | Bevölkerung des Kreises Faro | Bevölkerung des Kreises Faro | Bevölkerung des Kreises Faro | Bevölkerung des Kreises Faro | Bevölkerung des Kreises Faro | Bevölkerung des Kreises Faro | Bevölkerung des Kreises Faro | Bevölkerung des Kreises Faro | Bevölkerung des Kreises Faro | Bevölkerung des Kreises Faro |
| 1900                         | 1911                         | 1920                         | 1930                         | 1940                         | 1950                         | 1960                         | 1970                         | 1981                         | 1991                         | 2001                         | 2011                         | 2021                         |
| ---------------------------- | ---------------------------- | ---------------------------- | ---------------------------- | ---------------------------- | ---------------------------- | ---------------------------- | ---------------------------- | ---------------------------- | ---------------------------- | ---------------------------- | ---------------------------- | ---------------------------- |
| 22 938                       | 36 195                       | 24 273                       | 28 456                       | 31 747                       | 33 749                       | 35 651                       | 30 973                       | 45 109                       | 50 761                       | 58 051                       | 65 019                       | 67 650                       |

## Geschichte
Aus einer älteren phönizischen Siedlung, die auch von den Griechen zeitweilig genutzt wurde, entstand in römischer Zeit das Oppidum Ossonoba. Aufgrund seines Hafens und der Nähe zu reichen Fischgründen wurde es zu einem wichtigen Handelsplatz für Wein, Öl und Produkte der Fischverarbeitung, insbesondere des in der gesamten antiken Welt begehrten Garum, aber auch gepökelten Fischs. Ossonoba wurde bereits im 1. Jahrhundert v. Chr. von Strabon und im 1. Jahrhundert n. Chr. von Plinius in seiner Naturalis historia unter den großen Oppida der Iberischen Halbinsel aufgezählt. Im Jahr 418 zogen die Westgoten siegreich nach Faro ein und nannten die Stadt „Santa Maria“. Ende des 6. Jahrhunderts gehörte Faro kurzzeitung zur oströmischen Provinz Spania. Im Jahr 713 wurde die Stadt von den Arabern/Mauren eingenommen und in al-Uqshunuba oder Shantamariyyat al-Gharb umbenannt. Auch der Ortsname Hárune ist überliefert, von dem sich der heutige Name ableitet. Bakr Ben Yahia gründete eine Dynastie, die von 875 bis 931 von Faro aus, das er befestigte, über ein Fürstentum an der Algarve herrschte. Im frühen 11. Jahrhundert entstand hier das Taifa von Santa María del Algarve mit Faro als Hauptstadt. Im Jahr 1217 plündern Kreuzritter während der Reconquista die Stadt. Nachdem sie Faro von seinem Hinterland abgeschnitten hatten, eroberten sie unter dem portugiesischen König Afonso III. die Stadt im Jahr 1249. Dank der Druckerei der jüdischen Gemeinde erschienen im 15. Jahrhundert die ersten in Portugal gedruckten Bücher in Faro. Erst im Jahr 1540 erhielt Faro das Stadtrecht; 1577 wurde der Bischofssitz von Silves nach Faro verlegt. Robert Devereux, der Earl of Essex, ließ bei seinem Feldzug gegen das spanische Cádiz im Juli 1596 die Stadt von seiner 3.000 Mann zählenden Truppe plündern und brandschatzen. Nur die Kirchen Misericórdia und São Pedro blieben unversehrt. Die wertvolle Bischofsbibliothek gelangte als Beutekunst nach Oxford. In den Jahren 1722 und 1755 verwüsteten Erdbeben an der Algarve auch Faro. Infolge des letzten Erdbebens wurde 1756 der Regierungssitz des Königreiches Algarve von Lagos ins weniger zerstörte Faro verlegt. Im Jahr 1808 nahmen napoleonische Truppen Faro unter dem Befehl von General Junot ein; ein Aufstand führte jedoch zu ihrer Vertreibung. Seit 1979 verfügt Faro über eine eigene Universität.

## Sehenswürdigkeiten
- Die Altstadt mit ihren verwinkelten Gassen besteht aus Häusern des 17. und 18. Jahrhunderts, deren schlechte Bausubstanz jedoch in vielen Fällen zu einem Auszug der Bewohner geführt hat. Nur das Erdgeschoss vieler Häuser wird noch zu Geschäftszwecken genutzt.
- Durch den Arco da Vila oder den Arco do Repousado gelangt man in die mauerumgürtete Altstadt, die Vila Adentro, an deren höchstem Punkt sich die Kathedrale Sé aus dem 13./18. Jahrhundert am Largo da Sé sowie das langgestreckte Gebäude des ehemaligen Priesterseminars und das Rathaus befinden.
- Das ehemalige Kloster Nossa Senhora da Assunção aus dem 16. Jahrhundert verfügt über einen schönen Renaissance-Kreuzgang und dient seit 1973 als archäologisches Museum, in dem u. a. Exponate aus dem nahegelegenen römischen Milreu, aber auch Azulejos und sakrale Kunst und Malerei gezeigt werden.
- Zu den Sehenswürdigkeiten zählen die barocke Karmeliterkirche Nossa Senhora do Carmo aus dem 18. Jahrhundert, deren schaurige Attraktion das mit Schädeln und Knochen verzierte Beinhaus Capela dos Ossos ist.
- Im Gebäude des Hafenmeisters befindet sich das Museu Marítimo, ein Schifffahrtsmuseum, in dem historische Schiffsmodelle und Fischfangmethoden der Algarve gezeigt werden.
- Im Gebäude der Bezirksverwaltung ist das ethnographische Museu Regional untergebracht. Zusammen mit Fotos über die Lebens- und Wohnverhältnisse sind hier kunsthandwerkliche Gegenstände, Trachten und detailgetreue Modelle der gesamten Algarve zusammengetragen.

## Öffentliche Einrichtungen

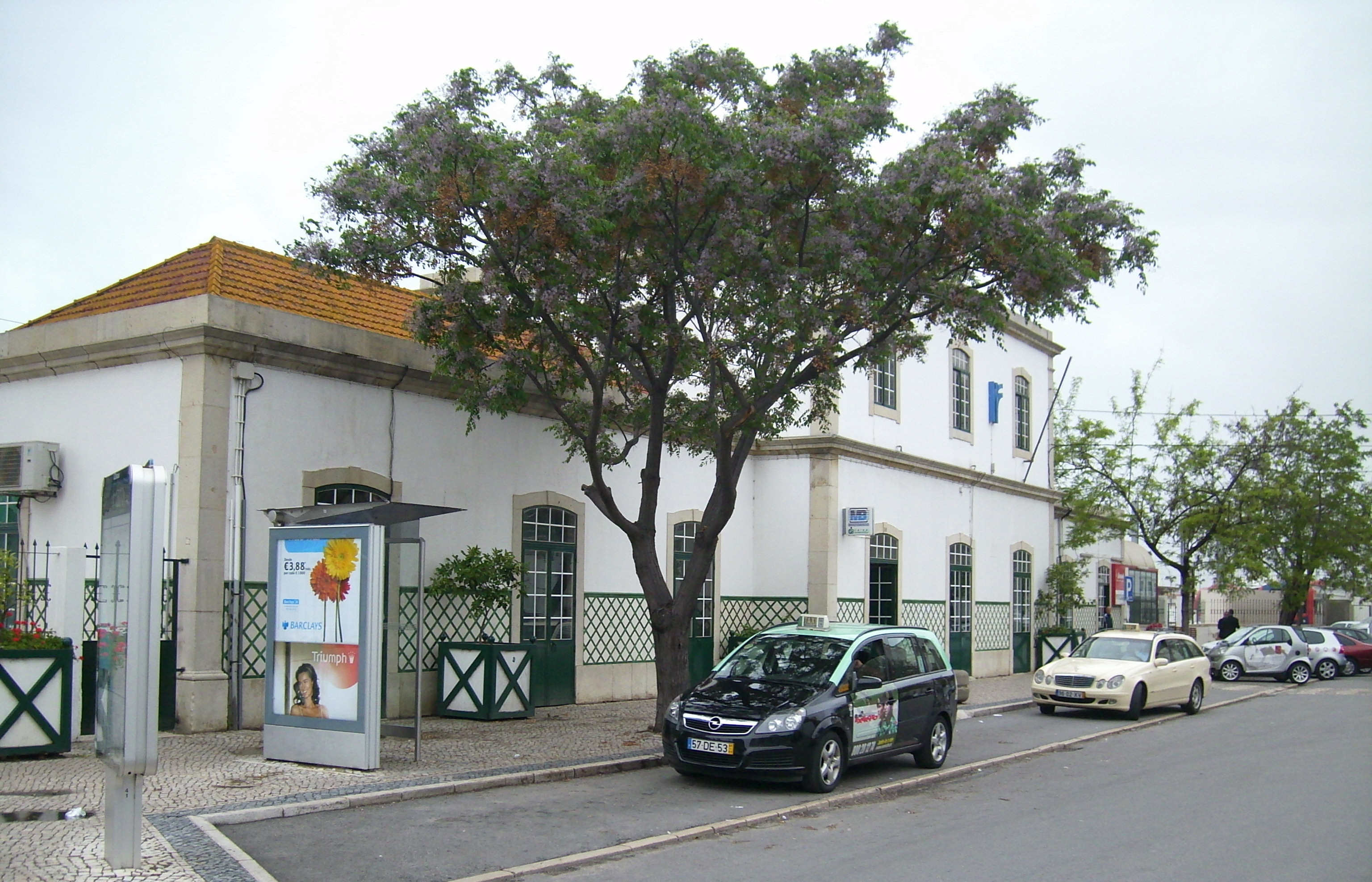
Bahnhof von Faro

### Verkehrsinfrastruktur
- Bei Faro liegt der internationale Flughafen der Algarve, der Flughafen Faro.
- Segler-Marina Vilamoura, 15 km westlich vom Flughafen
- Der Bahnhof Faros an der Eisenbahnstrecke Linha do Algarve, Endpunkt der Alfa-Pendular-Schnellzüge
- Faro ist in das landesweite Busnetz der Rede Expressos eingebunden; der Busbahnhof (Terminal Rodoviaria) befindet sich am Rand der Altstadt nahe beim Bahnhof.
- Die Anschlussstellen Nr. 13 und 14 der Autobahn A22

### Bildungseinrichtungen
- Universität der Algarve

### Freizeit- und Sportanlagen

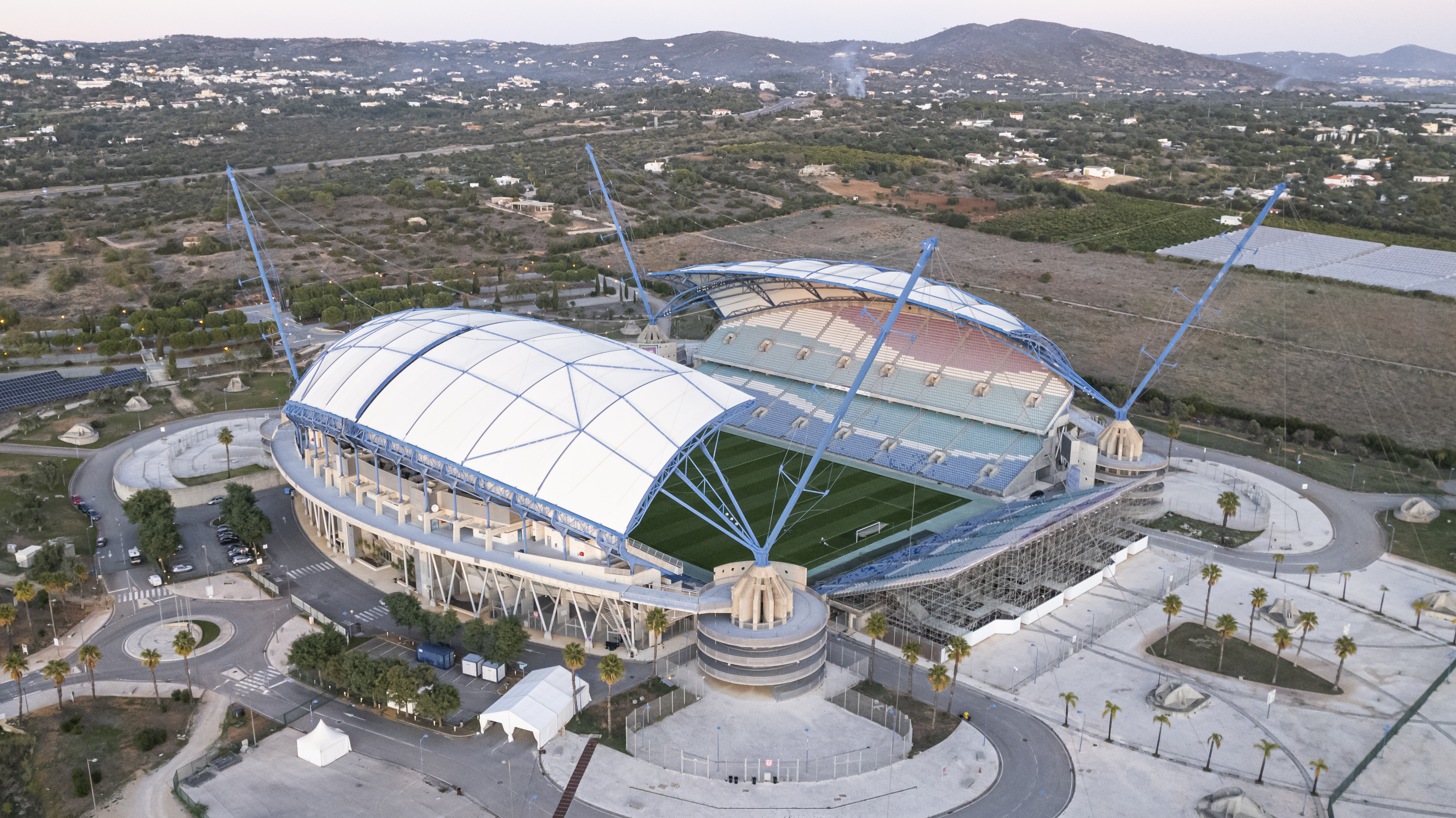
Das Estádio Algarve

- Das Estádio Algarve, in dem mehrere Spiele der Fußball-Europameisterschaft 2004 stattfanden und seit 1994 der Algarve-Cup. Der 1910 gegründete SC Farense, der im Estádio de São Luís von Faro beheimatet ist, und der Louletano Desportos Clube aus Loulé trugen hier gelegentlich Spiele aus. Zudem war es von 2013 bis 2017 das temporäre Heimstadion der gibraltarischen Nationalmannschaft.
- Die professionelle Leichtathletikanlage Pista de Atletismo de Faro
- Die Schwimmbäder Piscinas Municipais de Faro, mit Hallenbädern und Außenanlage
- Der Skate Parque de Faro ist ein Skatepark mit Lern-, Pool- und Street-Zonen (BMX, Skateboards und Inliner)
- Das Centro Náutico da Praia de Faro (dt.: Bootszentrum des Strandes von Faro) liegt in der geschützten Lagunenlandschaft Parque Natural da Ria Formosa und bietet verschiedene Wassersportmöglichkeiten.

Daneben bestehen eine Vielzahl Sportplätze und Multifunktionshallen in den Gemeinden. Die Kreisverwaltung bietet regelmäßig geführte Wanderungen auf den Wanderwegen im Kreis (Projektname Faro a Andar, dt. etwa: Faro erlaufen).

## Verwaltung

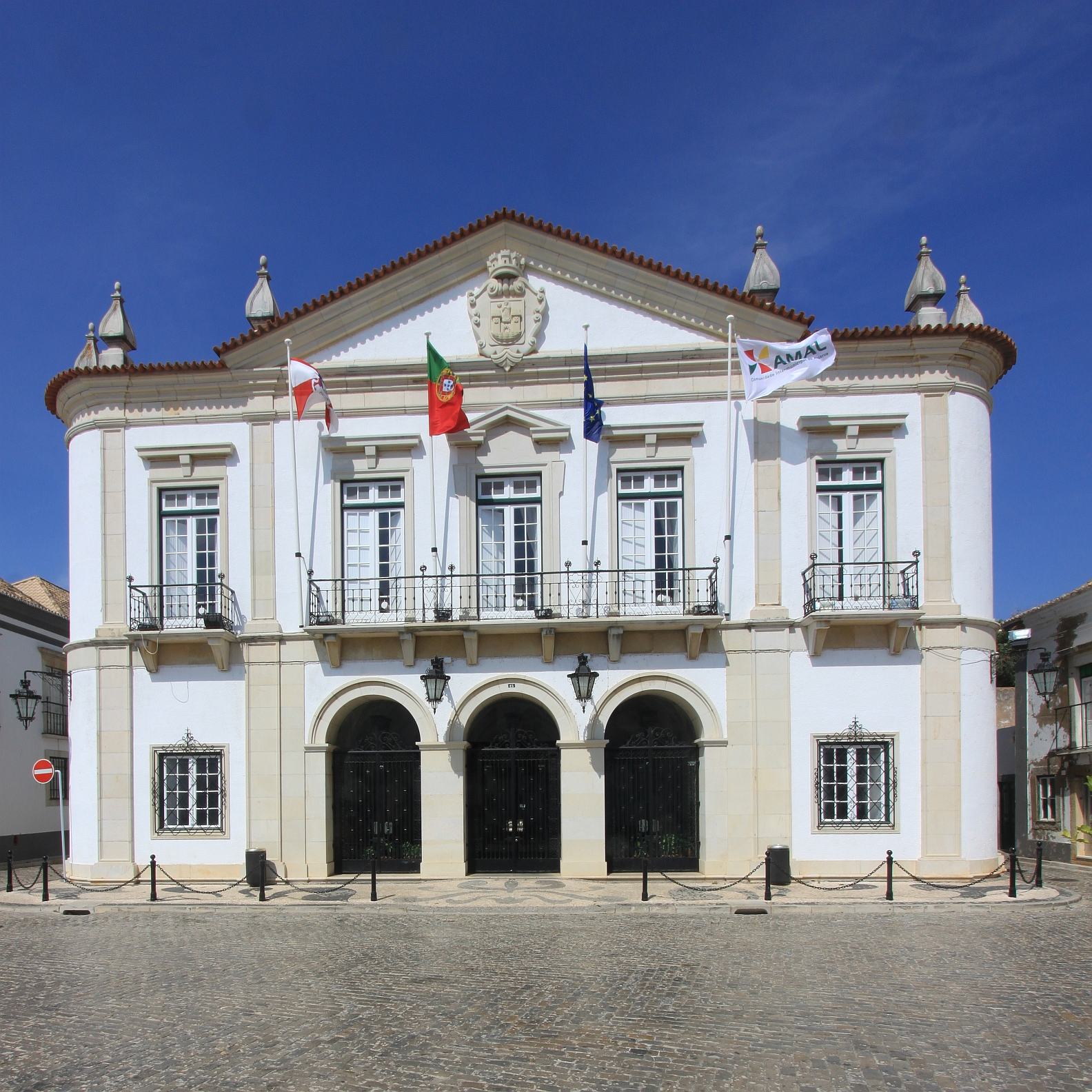
Das Rathaus von Faro

### Kreis
Faro ist Hauptstadt des Distriktes Faro und Sitz eines gleichnamigen Kreises (portugiesisch: Concelho). Die Nachbarkreise sind (im Uhrzeigersinn im Norden beginnend): São Brás de Alportel, Olhão, Loulé. Im Süden liegt der Atlantik.
Mit der Gebietsreform im September 2013 wurden mehrere Gemeinden zu neuen Gemeinden zusammengefasst, sodass sich die Zahl der Gemeinden von zuvor sechs auf vier verringerte.
Die folgenden Gemeinden (Freguesias) liegen im Kreis Faro:

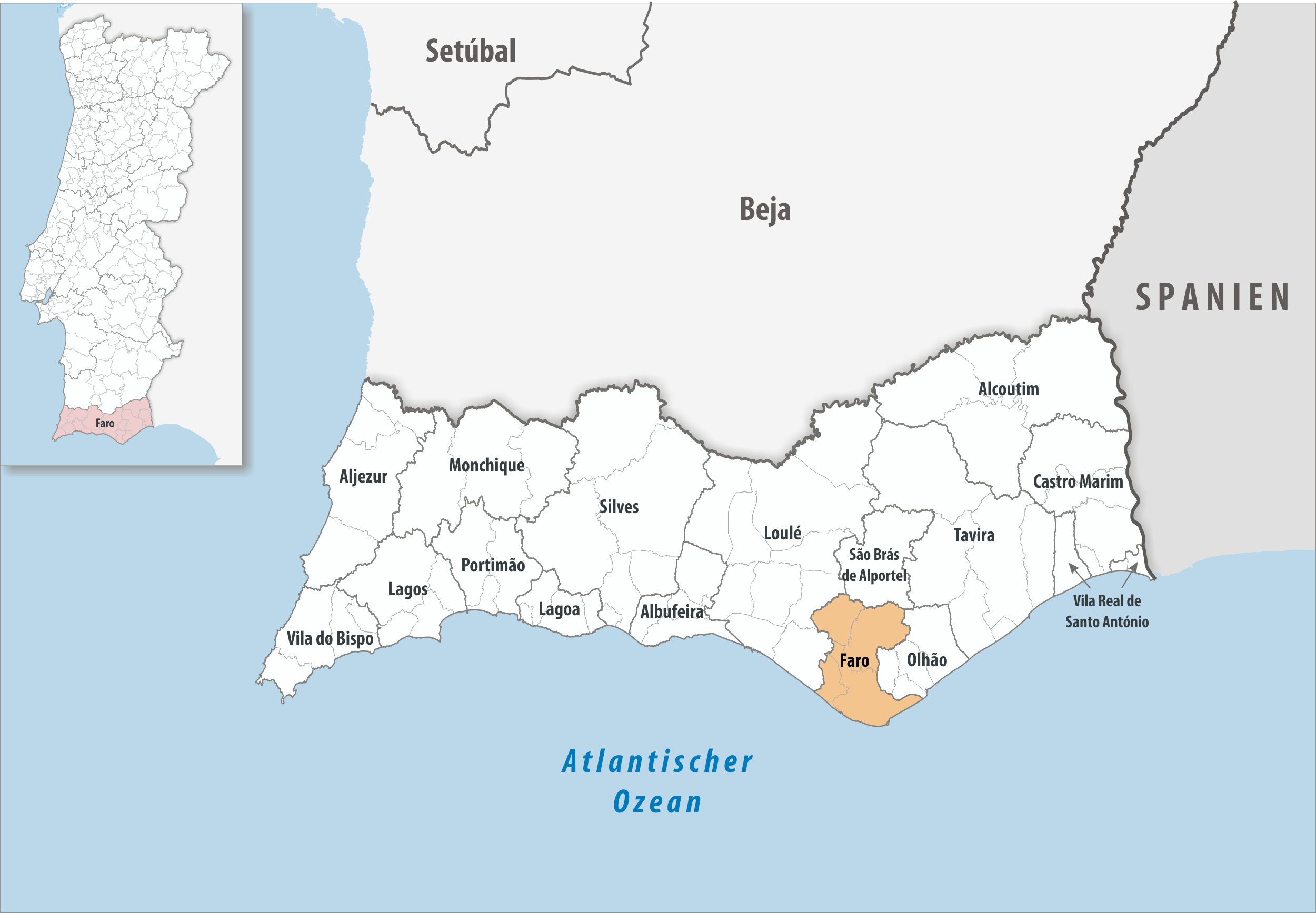
Kreis Faro

Das eigentliche Stadtgebiet bildet die Freguesia Faro (Sé e São Pedro).

### Kommunaler Feiertag
- 7. September

### Städtepartnerschaften
Partnerstädte von Faro sind:
- : Tanger, Marokko, (seit 1985)
- : Bolama, Guinea-Bissau, (seit 1988)
- : Huelva, Spanien, (seit 1994)
- : Praia, Kap Verde, (seit 1997)
- : Príncipe, São Tomé und Príncipe, (seit 2008)
- : Hayward (Kalifornien), USA (seit 1978)
- : Maxixe, Mosambik, (seit 2000)
- : Haikou, Volksrepublik China, (seit 2008)

## Klimatabelle
|                       | Jan  | Feb  | Mär  | Apr  | Mai  | Jun  | Jul  | Aug  | Sep  | Okt  | Nov  | Dez  |   |      |
| Mittl. Tagesmax. (°C) | 16,1 | 16,7 | 18,4 | 19,8 | 22,4 | 25,4 | 28,7 | 28,8 | 26,7 | 23,1 | 19,4 | 16,7 | ⌀ | 21,9 |
| Mittl. Tagesmin. (°C) | 7,7  | 8,4  | 8,9  | 10,4 | 12,5 | 15,7 | 17,9 | 18,0 | 16,9 | 14,3 | 10,9 | 8,6  | ⌀ | 12,5 |
|                       |      |      |      |      |      |      |      |      |      |      |      |      |   |      |
| Niederschlag (mm)     | 78   | 72   | 39   | 38   | 21   | 8    | 1    | 4    | 14   | 67   | 86   | 94   | Σ | 522  |
|                       |      |      |      |      |      |      |      |      |      |      |      |      |   |      |
| Sonnenstunden (h/d)   | 5,5  | 5,8  | 7,5  | 8,4  | 10,1 | 11,1 | 11,9 | 11,4 | 9,1  | 7,3  | 6,1  | 5,4  | ⌀ | 8,3  |
|                       |      |      |      |      |      |      |      |      |      |      |      |      |   |      |
| Regentage (d)         | 8    | 9    | 5    | 6    | 3    | 1    | 0    | 1    | 2    | 6    | 7    | 8    | Σ | 56   |
|                       |      |      |      |      |      |      |      |      |      |      |      |      |   |      |
| Wassertemperatur (°C) | 15   | 15   | 15   | 16   | 17   | 18   | 19   | 20   | 20   | 19   | 17   | 16   | ⌀ | 17,3 |
|                       |      |      |      |      |      |      |      |      |      |      |      |      |   |      |
| Luftfeuchtigkeit (%)  | 78   | 78   | 73   | 71   | 69   | 68   | 62   | 63   | 67   | 73   | 77   | 79   | ⌀ | 71,5 |

| 7,7 |

| 8,4 |

| 8,9 |

| 10,4 |

| 12,5 |

| 15,7 |

| 17,9 |

| 18,0 |

| 16,9 |

| 14,3 |

| 10,9 |

| 8,6 |

| 7,7 |

| 8,4 |

| 8,9 |

| 10,4 |

| 12,5 |

| 15,7 |

| 17,9 |

| 18,0 |

| 16,9 |

| 14,3 |

| 10,9 |

| 8,6 |

## Söhne und Töchter der Stadt
Eine Reihe bekannter Persönlichkeiten wurde in Faro geboren, darunter der Seefahrer und Architekt João Vaz Corte-Real (1429–1496), der General und Regierungschef Sebastião Cústodio de Sousa Teles (1847–1921), der erste Premierminister nach der Nelkenrevolution 1974, Adelino da Palma Carlos (1905–1992), der Lyriker António Ramos Rosa (1924–2013), der Tennisspieler Rui Machado (* 1984) oder auch die französische Schauspielerin Sara Martins (* 1977). Einige sind besonders mit Deutschland verbunden, etwa der deutsch-portugiesische Journalist Miguel Szymanski (* 1966) oder der als Tatort-Regisseur bekannt gewordene Filmschaffende Miguel Alexandre (* 1968).

## Galerie

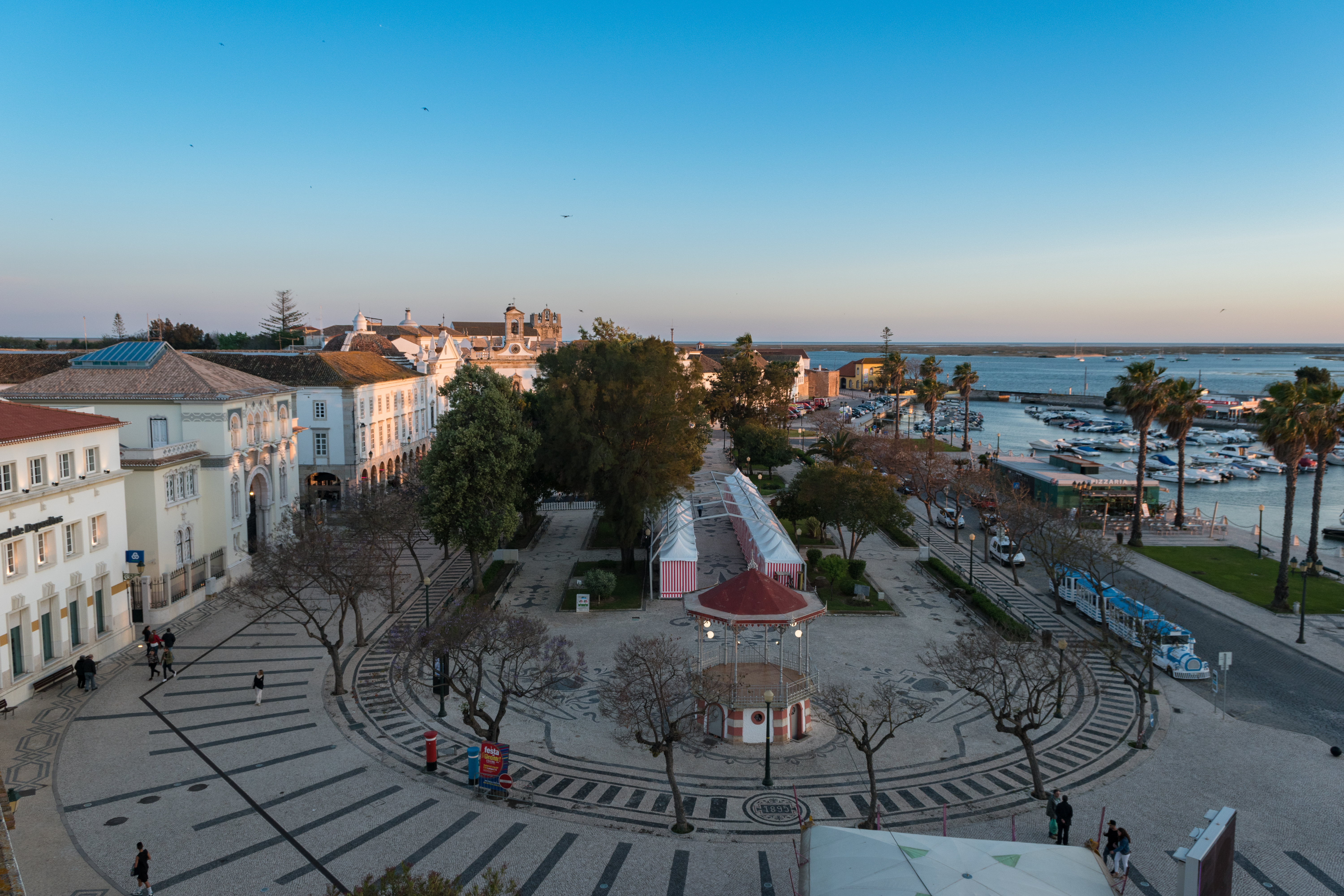
Jardim Manuel Bívar
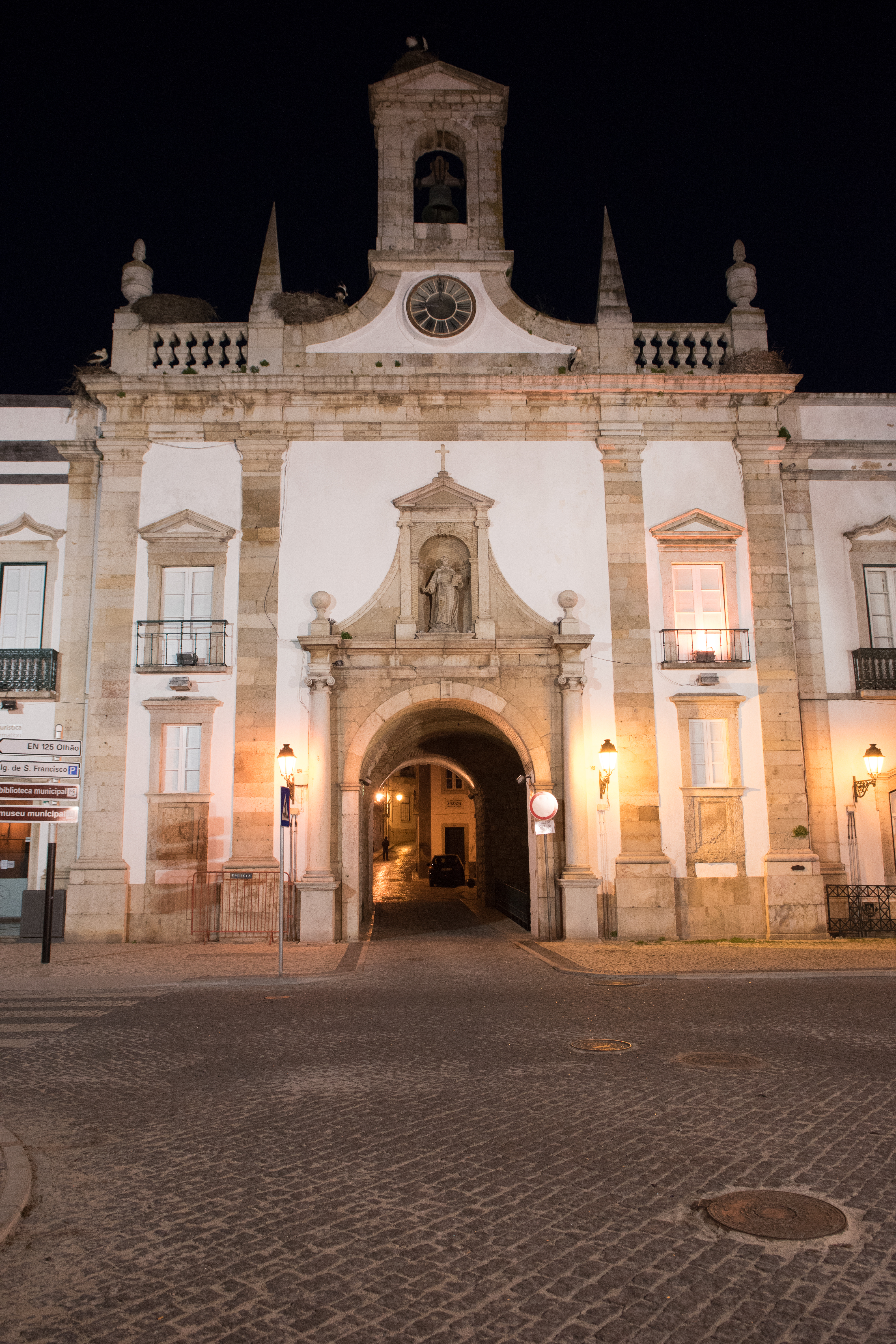
Das Tor zur Altstadt
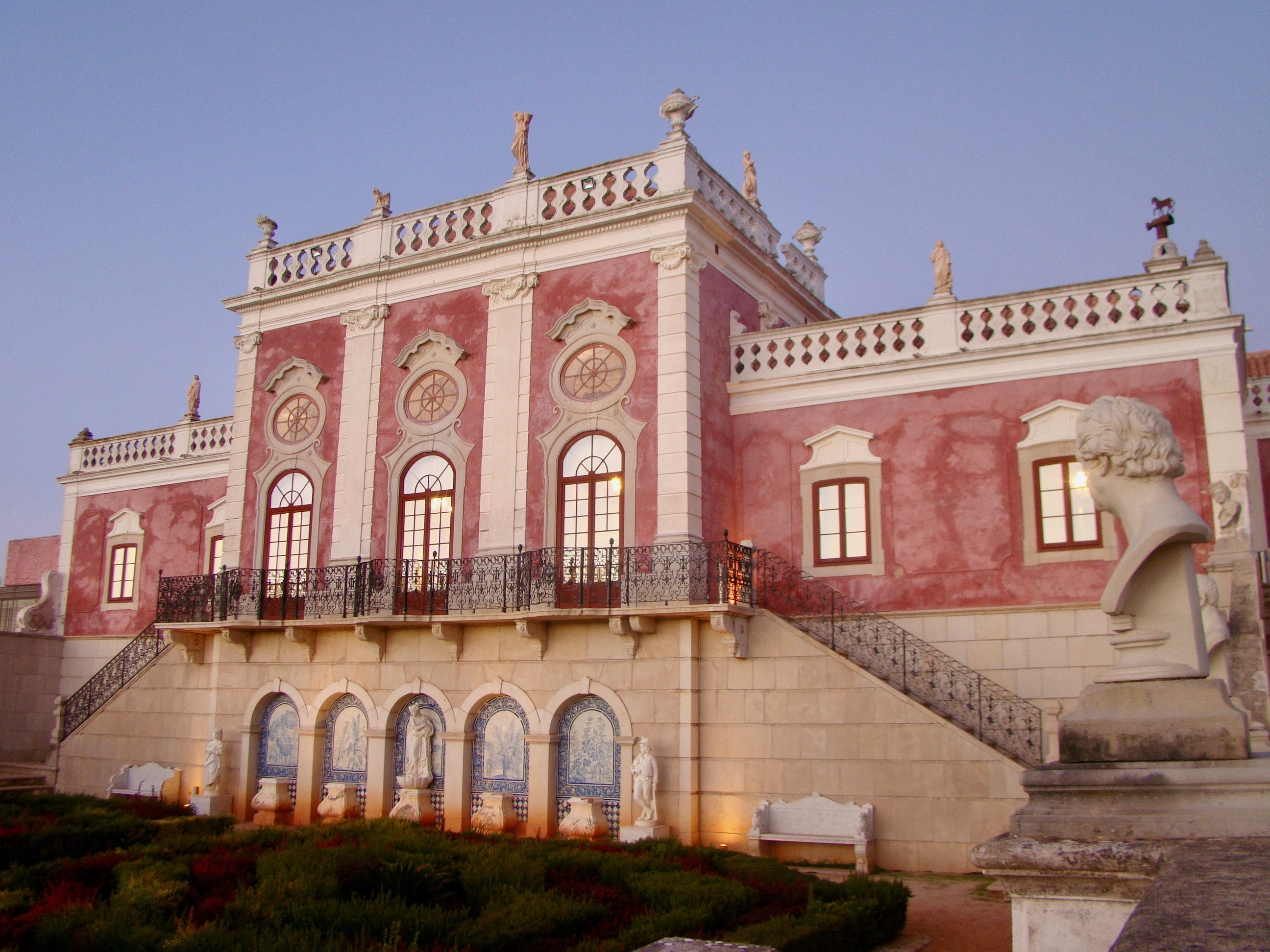
Palast von Estoi.
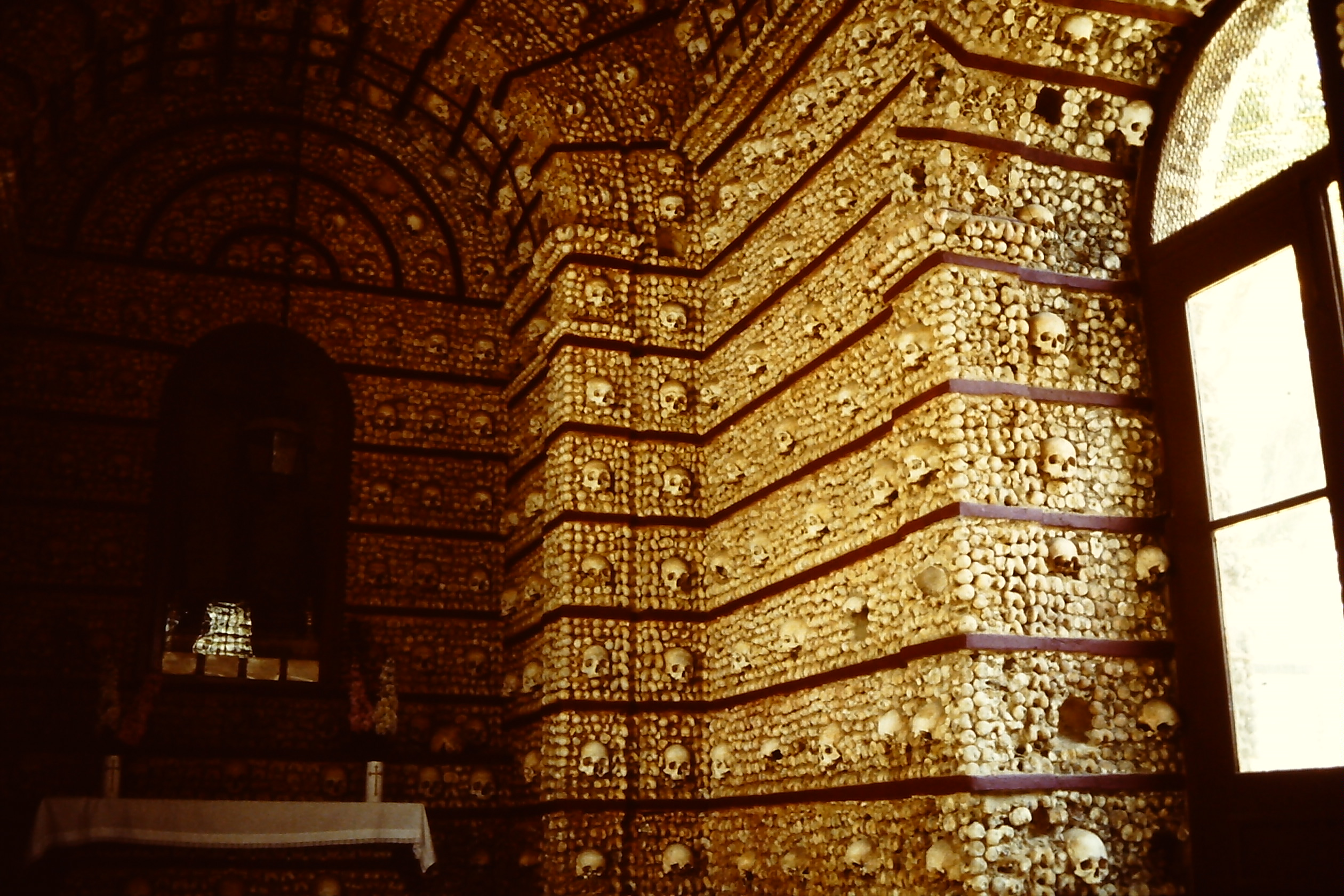
Knochenkapelle Capela dos Ossos.